# Pristipomoides argyrogrammicus
Pristipomoides argyrogrammicus es una especie de peces de la familia Lutjanidae en el orden de los Perciformes.

## Morfología
• Los machos pueden llegar alcanzar los 40 cm de longitud total.

## Alimentación
Come peces pequeños, crustáceos y calamares.

## Hábitat
Es un pez de mar de clima tropical y asociado a los  arrecifes de coral que vive entre 70-350 m de profundidad.

## Distribución geográfica
Se encuentra desde el África Oriental hasta las Islas de la Sociedad, el sur del Japón y Nueva Caledonia.